# Hanami

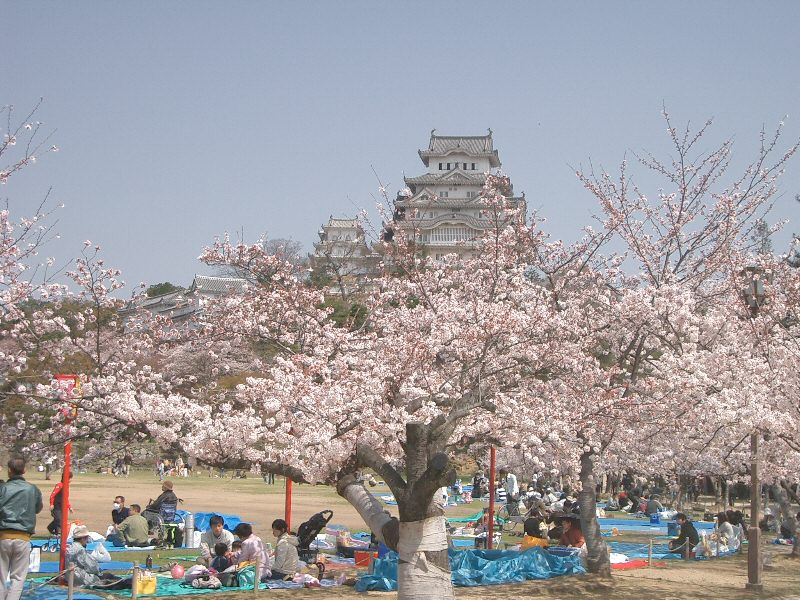
Hanami ünnepség a Himedzsi várkastélyban

A hanami (花見, szó szerint „virágnézés”) gyönyörködés a tavasszal virágzó cseresznyében és japán szilvában hagyományos japán szokás szerint. A cseresznyefa virágzása március végétől május elejére hullámzik végig Japánon. Ez az időszak nagyon rövid – a teljes virágbaborulás (mankai) és az első virágfakadás (kaika) között általában egy hét van. Az időjárási viszontagságok ezt az időt még inkább lekurtíthatják.
A mai Japánban a hanami a piknikezéshez hasonló, űzhetik nappal és éjszaka egyaránt, utóbbi esetben jozakurának (夜桜, „cseresznyefák éjszaka”) hívják.
A hanaminak egy régebbi formája is ismert Japánban. Ez alatt a szilvafák  (梅 ume) virágzásának ünneplését értik a cseresznyevirágok helyett. A szakurafák alatti rendezvények résztvevői általában fiatalok, ezért igen zajos és zsúfolt ez az esemény. Így az idősebbek szívesebben szemlélik a szilvafák virágba borulását, ami sokkal csendesebb, mint a szakurafák alatti rendezvények.

## Történelem

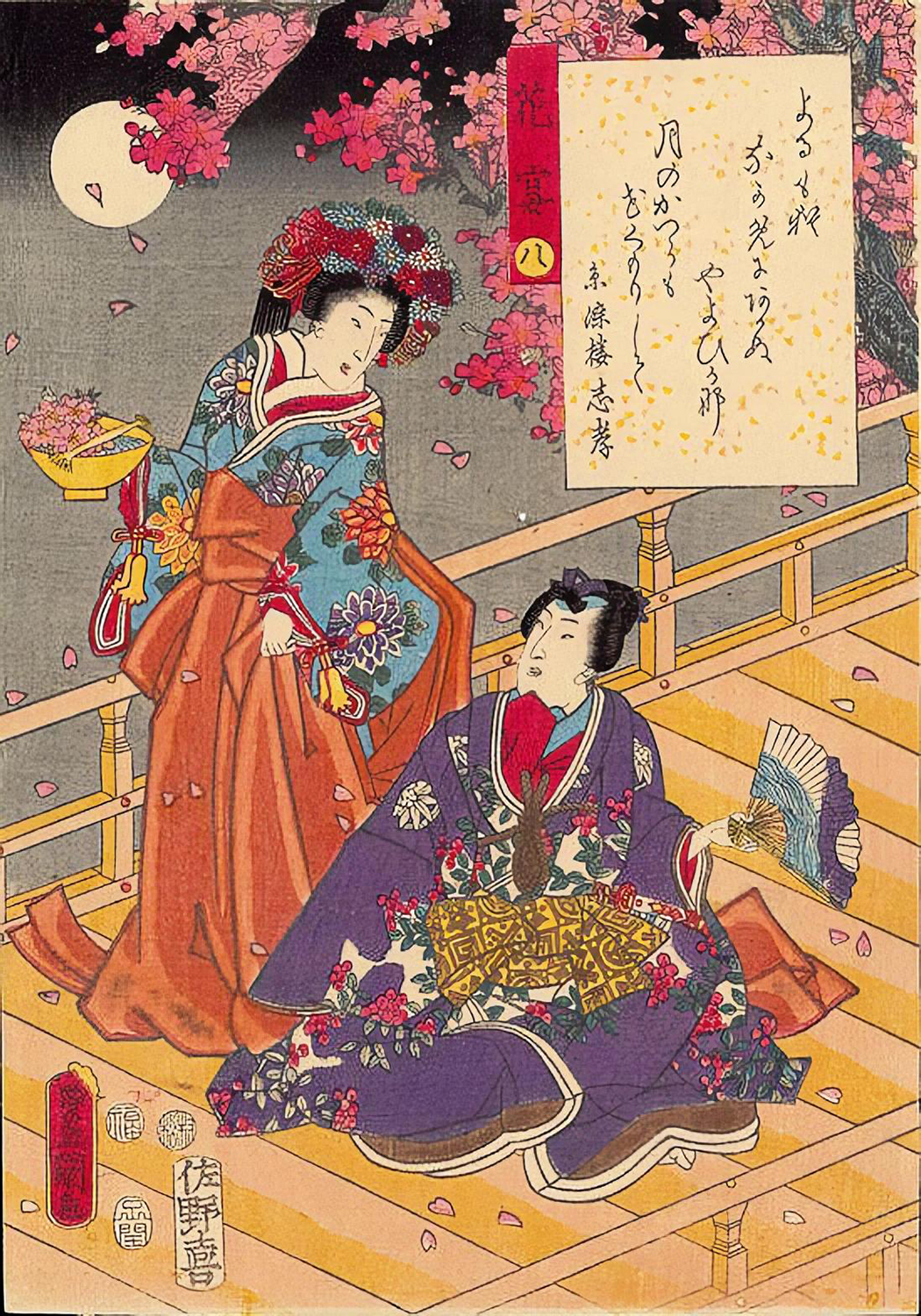
Cseresznyevirág-nézés, Utagawa Kunisada fametszete (1852)

A hanami gyakorlása több évszázadra nyúlik vissza. Úgy tartják, hogy a Nara-korszakban (710–784) kezdődött, mikor a kínai Tang-dinasztia sokféleképpen hatott Japánra; egyike volt ezeknek a virágokban való gyönyörködés szokása. Habár először az ume virágzását csodálták az emberek, a Heian-kor (794–1185) beköszöntével a szakura nagyobb figyelmet vonzott magára. A szakurát szentnek tekintették a japánok, és annyira fontos helyet foglal el a köztudatban, hogy még ma is Japán kulturális szimbóluma. Az emberek hittek a fákban lakozó istenekben, és a hanami kezdetben az az évi termésről való jóslásra és a rizsültetés idényének bejelentésére fenntartott alkalom volt. Akik jelen voltak a hanamin, azok felajánlásokat tettek a szakurafák gyökereinél, majd a szertartás után részt vettek az áldozati szaké elfogyasztásában.
A heian-kori Saga császár átvette ezt a szokást, és ünnepségeket tartott, hogy a szakéfogyasztás és lakoma közben szemlélhessék a virágokat a szakurafák virágzó ágai alatt a kiotói császári udvarban. Úgy tartják, innen ered a hanami. Magasztaló verseket írtak a törékeny virágokról, amelyekre mint az élet metaforájára tekintettek; gyönyörű, de igencsak rövid ideig tart. Az életnek effajta ’ideiglenes’ szemléletmódja nagyon népszerű a japán kultúrában és általában a létezés csodálatra méltó formájának tartották; ilyen például a szamuráj alapelv szerint az élet végetérte, mikor az még szép és erős, ahelyett, hogy vén és gyenge lenne. A heian-kori költők arról írtak verseket, hogy mennyivel könnyebb lenne tavasszal a szakuravirágzás nélkül, mivel a létük az élet rövidségére emlékeztet bennünket.
„Ha nem lennének cseresznyevirágok ebben a világban,
mennyivel nyugodtabb lenne a szívünk tavasszal.”
– Ariwara no Narihira (825–880)
A hanami mint a cseresznyevirágzás megfigyelésére utaló kifejezés először a heian-kori Gendzsi regényében (8. fejezet, 花宴 Hana no En, "A cseresznyevirágok alatt") lépett használatba. Ettől kezdve a tanka- és a haiku-költészetben a virág egyet jelentett a szakurával, a hanami kifejezés pedig a szakuravirágzás szemlélésével. Először csak a császári udvar követte ezt a szokást, de az Azucsi–Momojama-korban (1568–1600) a szamuráj nemesség is elkezdte ünnepelni. Ezekben az években Tojotomi Hidejosi nagyszabású hanami összejöveteleket rendezett Josinóban és Daigóban, és az ünnepség hamarosan az egész japán társadalmon belül népszerűségre tett szert. Nem sokkal később, a földművesek a maguk módján szokásukká tették tavasszal a közeli hegyek megmászását és a virágzó cseresznyefák alatti ebédet. Ezt a tavaszi hegyi túrázást összekötve a nemesség szokásaival jött létre a hanami városi kultúrája. Az Edo-korban (1600–1867) minden átlagember részt vett az ünnepségeken, részben azért, mert ezt támogatva Tokugava Josimune nagy területeket ültettetett be cseresznyefákkal. A szakurafák alatt az emberek szívesen fogyasztottak ebédet és szakét jókedélyű lakomák alkalmával. Mivel a cseresznyevirág egyfajta jelképe volt az udvarlásnak is, ez az alkalmat ideálisnak találták párkeresésre is.

## Hanami napjainkban

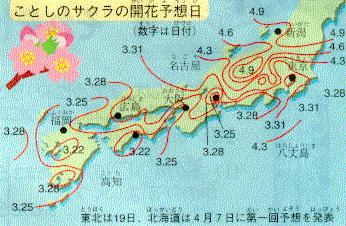
A virágzás előrejelzése 2006-ban, a várható virágzás dátumaival

A japán lakosság folytatja a hanami tradícióját, nagy számban összegyűlve bárhol, ahol virágzó fák találhatóak. Emberek ezrei lepik el a parkokat, hogy lakomázhassanak a virágba borult fák alatt, és olykor ezek a rendezvények akár késő éjszakába nyúlóak. Több mint fél Japánban a cseresznyefák virágzásának napja egy időben köszönt be a szünet utáni iskola- és munkakezdéssel, ezért a fogadó ünnepségeket gyakorta hanamival nyitják meg. Általában az emberek órákkal vagy akár napokkal előre letelepednek a parkokban, hogy megszerezhessék a legjobb helyeket a barátokkal, családdal vagy munkatársakkal együtt töltött hanami ünnepségre. Sokhelyütt, mint a tokiói Ueno parkban is, papírlámpásokat függesztenek ki az éjszakai hanamira. 
A Japán Meteorológiai Ügynökség időjárás-jelentéshez hasonló előrejelzéseiben is tudósítanak a „cseresznyevirágfrontról” (桜前線, szakurazenszen), amiket a hanamin részt venni tervezők figyelemmel kísérnek, mert a fák, mindenütt máskor, de egy-két hét alatt elvirágzanak. Az első cseresznyevirágzások Okinava déli szubtrópusi szigetein zajlanak, míg az északi Hokkaidón ez sokkal később köszönt be. Az olyan nagyvárosokban, mint Tokió, Kiotó vagy Oszaka, a cseresznyevirág-szezon általában március végén és április elején tart. A televízióadások és a sajtó naprakészen követi ezt a „cseresznyevirágfrontot”, ahogyan az lassan végigvonul délről északra.
A hanami rendezvények általában magukba foglalják az étel- és italfogyaszást, valamint a zenehallgatást. Néhány speciális fogást csak erre az alkalomra készítenek, mint például a dangót és a bentót, ezenkívül gyakorta fordult át tivornyázásba az ünnepség.  Az „inkább gombócok, mint virágok” (花より団子 hana yori dango) közmondás gúnyt űz azokból az emberekből, akik inkább a lakmározás és a társaság miatt vesznek részt a hanamin, semmint a virágok megcsodálásáért.

## Hanami Japánon kívül

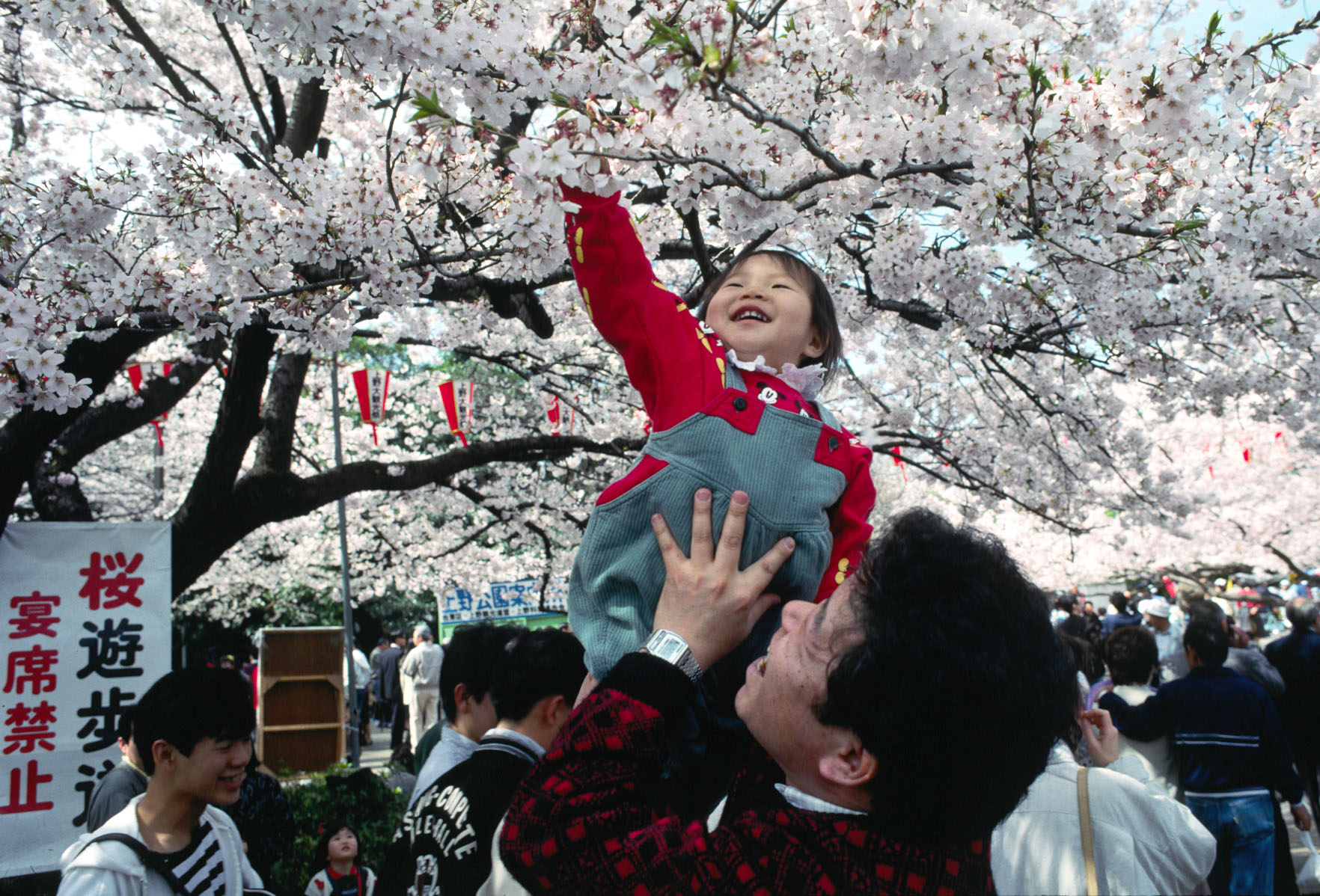
Hanami a tokiói Ueno parkban

A hanami mostanság Japánon kívül is közkedveltté vált. Kisebb hanami jellegű ünnepségek hagyományosan Kínában (ahonnan a hagyomány származik), Koreában és a Fülöp-szigeteken is zajlanak.
Az Egyesült Államokban szintén nagy népszerűségnek örvend ez a rendezvény. 1912-ben Japán 3000 szakurafát ajándékozott az államok baráti viszonyának megünneplése alkalmából. A fákat Washington D.C.-ben ültették el és később, 1956-ban még 3800 másik ajándék fát is ide helyeztek el. Ezek a szakurafák szüntelenül magukra vonzzák a turisták figyelmét, ezért minden évben kora tavasszal megrendezik a Nemzeti Cseresznyevirág Fesztivált.
A georgiai Macon egy másik ünnepség, a Nemzetközi Cseresznyevirág Fesztivál színhelye. Macon „a világ cseresznyevirág központja”-ként is ismert, mivel több, mint 300 000 virágzó szakurafának ad otthont.
Brooklynban, New Yorkban minden májusban megünneplik az Éves Szakura Macuri Cseresznyevirág Fesztivált a Brooklyn-i Botanikus kertben. Ez az esemény 1981-ben kapott helyet a kertben, és azóta is ez az egyik leghíresebb látványossága. Hasonló rendezvények találhatóak még Philadelphiában és az Egyesült Államok más részein.

### Hanami Magyarországon
Az utóbbi években hazánkban is virágzik ez a hagyomány, amely esemény formájában minden év áprilisában a budapesti ELTE Füvészkertben kerül megszervezésre. A japán cseresznyefák alatt nem csak piknikeznek az oda betérő látogatók, de részesei lehetnek a többnapos programsorozatnak, amik természetesen japán tematikájúak. A felhozatal többek között magába foglal tradicionális japán fegyverek kiállítását, íjászati bemutatót, hagyományos japán hangszeres koncertet, manga- és gasztronómia workshopot, stb.

## Külső hivatkozások
- A hanamiról az American School in Japan oldalán
- How to prepare for Hanami (PingMag, 2006. március 29.)
- Hanami a Füvészkertben

## Fordítás
- Ez a szócikk részben vagy egészben  a   Hanami című angol Wikipédia-szócikk ezen változatának fordításán alapul.  Az eredeti cikk szerkesztőit annak laptörténete sorolja fel. Ez a jelzés csupán a megfogalmazás eredetét és a szerzői jogokat jelzi, nem szolgál a cikkben szereplő információk forrásmegjelöléseként.